# Syzeuctus tonganus
Syzeuctus tonganus är en stekelart som först beskrevs av Joseph Kriechbaumer 1894.  Syzeuctus tonganus ingår i släktet Syzeuctus och familjen brokparasitsteklar. Inga underarter finns listade i Catalogue of Life.